# Dinastia borbònica

Escut dels Ducs de Borbó

La dinastia borbònica, o la Casa de Borbó (en francès: dynastie des Bourbons o maison de Bourbon), és un conjunt de dinasties sorgides de la casa ducal de Borbó, originària de la localitat francesa de Borbó. Els membres d'aquesta dinastia foren principalment reis de França (1589-1792, 1814-1830), del Regne de les Dues Sicílies (1735-1860) i del Ducat de Parma (1731-1860), entre altres títols que ostentaren. També van ser i encara ho és la casa regnant a Espanya (1700-1868, 1874-1931, 1975~) i la del Gran Ducat de Luxemburg (des de 1964). Tanmateix l'únic monarca avui dia que té com a primer cognom el de Borbó és Felip VI d'Espanya.

## Història
Dinastia d'arrel capeta, la casa de Borbó té els seus orígens al segle x, a la senyoria de Borbó. El llinatge va anar prenent protagonisme a la cort francesa i, al segle xiv, el rei Carles IV va crear el ducat de Borbó, bressol de les branques Montpensier i Vendôme. La darrera va accedir a les corones navarresa i francesa en la persona d'Enric IV; el 1594 es converteix en rei de França, quan ja era rei de Navarra. Enric era hugonot i es convertí al catolicisme per accedir al tron francès; d'ací la frase "París ben bé val una missa". El llinatge Vendôme va regnar a França durant els segles xvii i xviii fins a la Revolució Francesa, durant la qual es va guillotinar Lluís XVI. Més tard, entre 1814 i 1834 van regnar Lluís XVIII i Carles X de França, fins a l'abdicació d'aquest en Lluís Felip I, de la branca Borbó-Orleans. Aquesta darrera branca continua reclamant la corona francesa.
Van regnar i encara avui continuen regnant a Espanya. El primer monarca va ser Felip V, membre de la branca Borbó-Anjou, escollit el 1700 i confirmat en acabar la Guerra de Successió Espanyola, amb els Decrets de Nova Planta. La dinastia es va succeir malgrat les vicissituds polítiques dels segles XIX i XX, com la Primera i la Segona República i el Franquisme. La darrera restauració es va produir el 1975 en la figura de Joan Carles I, qui després de 39 anys va abdicar en el seu fill Felip VI d'Espanya, l'any 2014. La branca espanyola dels Borbons va accedir a altres corones. A les de Nàpols i Sicília el 1734 gràcies a la influència d'Isabel Farnese, on es va mantenir fins a 1860. També va originar la branca carlina al segle xix, iniciada per Carles Maria Isidre, germà del rei Ferran VII, mort sense successió masculina el 1833, que va donar lloc a les guerres carlines.
La majoria de branques o dinasties, tot i que tenen el mateix cognom i descendir d'un mateix avantpassat, realment no formen una única família, en el sentit restringit de la paraula, car sempre han tingut una personalitat pròpia i independent cadascuna d'elles (llevat de la casa ducal de Parma, que depenia en alguns aspectes de la d'Espanya). La voluntat de denominar a les diferents dinasties com una única casa era per raons i interessos polítics i estratègics, sobretot a partir de l'entronització de la família en el tron espanyol i els Pactes de Família o també arran de la caiguda de la monarquia a França.

## Governants de la dinastia Borbó

### Principat de Lieja
- 1456 - 1465, 1466 - 1482: Lluís de Borbó (príncep-bisbe de Lieja)

### Regne de Navarra
- 1555 - 1562: Antoni I, espòs de Joana III de Navarra
- 1572 - 1610: Enric III (Enric IV de França), fill de l'anterior
- 1610 - 1620: Lluís II (Lluís XIII de França), fill de l'anterior

Des d'aleshores, el títol de Rei de Navarra és revertit a la Corona francesa.

### Regne de França
Branca principal
- 1589 - 1610: Enric IV, nebot segon de Francesc I per part femenina, i cosí novè d'Enric II per part masculina, rei de Navarra. Seguit d'una regència (1610 - 1614) per part de Maria de Mèdici, muller de l'anterior.
- 1610 - 1643: Lluís XIII, fill de l'anterior. Seguit d'una regència (1643 - 1651) d'Anna d'Àustria, muller de l'anterior.
- 1643 - 1715: Lluís XIV, fill de l'anterior. Seguit d'una regència (1715 - 1723) de Felip III d'Orleans, germà de l'anterior.
- 1715 - 1774: Lluís XV, besnet de Lluís XIV.
- 1774 - 1792: Lluís XVI, net de Lluís XV.
- 1793 - 1795: Lluís XVII, fill de l'anterior, rei titular.

Instauració de la Primera República Francesa.
Restauració
- 1814 - 1824: Lluís XVIII, germà de Lluís XVI.
- 1824 - 1830: Carles X, germà de l'anterior.

Branca Orleans
- 1830 - 1848: Lluís Felip I, descendent de Lluís XIII.

Instauració de la Segona República Francesa.
Actualment existeix una reclamació sobre el tron de França (vegeu llista de pretendents al tron de França).

### Regne d'Espanya
Entre 1700 i 1705, Felip d'Anjou fou de forma efectiva el sobirà dels regnes de la Corona d'Aragó, a més de la Corona de Castella. Arran de la Guerra de Successió i la victòria de Felip el 1714 es promulguen els Decrets de Nova Planta als diferents territoris de la Corona d'Aragó, que queda unificada a les lleis i institucions castellanes. Els títols propis, com els de rei d'Aragó o comte de Barcelona, quedaren com alguns dels molts títols hereditaris del rei d'Espanya.
Branca principal
- 1700 - 1724: Felip V, primer període, besnet de Felip IV.
- 1724: Lluís I, fill de l'anterior.
- 1724 - 1746: Felip V, segon període.
- 1746 - 1759: Ferran VI, fill de l'anterior.
- 1759 - 1788: Carles III, germà de l'anterior.
- 1788 - 1808: Carles IV, fill de l'anterior.

Ocupació napoleònica. Els Borbons mantenen el títol de rei catòlic durant l'exili a França.

#### Primera Restauració
- 1813 - 1833 : Ferran VII, fill de Carles IV.
  - Regència 1833 - 1840: Maria Cristina de Dues Sicílies, esposa de l'anterior.
- 1833 - 1868: Isabel II, filla de l'anterior.

Revolució de 1868. Instauració de la Dinastia Savoia i poc després de la Primera República Espanyola.

#### Segona Restauració
- 1874 - 1885: Alfons XII d'Espanya, fill de l'anterior.
  - Regència 1885 - 1902: Maria Cristina d'Habsburg, esposa de l'anterior.
- 1886 - 1931: Alfons XIII d'Espanya, fill de l'anterior.

Segona República Espanyola i posteriorment la Dictadura Franquista

#### Tercera Restauració
- 1975- 2014 : Joan Carles I, net de l'anterior.
- 2014- : Felip VI d'Espanya, fill de l'anterior.

### Regne de les Dues Sicílies

Escut del Regne de les Dues Sicílies

- 1700 - 1713: Felip IV, net de Lluís XIV.

La seva successió al tron d'Espanya no fou reconeguda per la resta d'Europa i s'inicià la Guerra de Successió. Pel Tractat d'Utrecht, Felip V renuncià als regnes de Nàpols i Sicília. Els territoris serien ocupats de nou pels espanyols el 1735.
- 1735 - 1759: Carles VII de Nàpols i V de Sicília, fill de l'anterior.
- 1759 - 1825: Ferran I, fill de l'anterior.
- 1825 - 1830: Francesc I, fill de l'anterior.
- 1830 - 1859: Ferran II, fill de l'anterior.
- 1859 - 1860: Francesc II, fill de l'anterior.

El 1860, el regne és conquerit per Garibaldi i unificat al Regne d'Itàlia

### Regne de Sardenya
- 1700 - 1708: Felip IV, net de Lluís XIV.

Després de la Guerra de Successió Espanyola, pel tractat d'Utrecht es perd el Regne de Sardenya que passarà als Habsburg austríacs.

### Ducat de Borgonya
- 1700 - 1706: Felip VIII, net de Lluís XIV.

En ascendir al tron espanyol, el ducat és revertit a la Corona francesa.

## Monarques consorts
- Maria de Borbó (1315 - 1387), filla de Lluís I de Borbó, Emperadriu Llatina de Constantinoble pel seu matrimoni amb Robert I
- Beatriu de Borbó (1320 - 1383), filla de Lluís I de Borbó, Reina de Bohèmia pel seu matrimoni amb Joan el Cec
- Blanca de Borbó (1339 - 1361), filla de Pere I de Borbó, Reina de Castella pel seu matrimoni amb Pere I
- Joana de Borbó (1338 - 1378), filla de Pere I de Borbó, Reina de França pel seu matrimoni amb Carles V
- Carlota de Xipre (1388 - 1422), filla de Pere I de La Marche, Reina de Xipre pel seu matrimoni amb Janus de Xipre
- Antoni de Borbó (1518 - 1562), fill de Carles IV de Borbó, Rei de Navarra, pel seu matrimoni Joana III
- Isabel de Borbó (1603 - 1644), filla d'Enric IV de França, Reina d'Espanya, pel seu matrimoni amb Felip IV
- Enriqueta de Borbó (1609 - 1669), filla d'Enric IV de França, Reina d'Anglaterra, pel seu matrimoni amb Carles I
- Maria Anna Victòria de Borbó (1718 - 1781), filla de Felip V d'Espanya, Reina de Portugal pel seu matrimoni amb Josep I
- Maria Antònia de Borbó (1729 - 1785), filla de Felip V d'Espanya, Reina de Sardenya pel seu matrimoni amb Víctor Amadeu III
- Maria Lluïsa d'Espanya (1745 - 1792), filla de Carles III d'Espanya, Emperadriu del Sacre Imperi pel seu matrimoni amb Leopold II
- Maria Lluïsa de Borbó-Parma (1751 - 1819), filla de Felip I de Parma, Reina d'Espanya pel seu matrimoni amb Carles IV
- Maria Clotilde de França (1759 - 1802), filla del Delfí Lluís de França, Reina de Sardenya pel seu matrimoni amb Carles Manuel IV
- Maria Teresa de Borbó-Dues Sicílies (1772 - 1807), filla de Ferran I de les Dues Sicílies, Emperadriu d'Àustria pel seu matrimoni amb Francesc I
- Carlota Joaquima d'Espanya (1775 - 1830), filla de Carles IV d'Espanya, Reina de Portugal pel seu matrimoni amb Joan VI
- Maria Teresa de Borbó (1778 - 1851), filla de Lluís XVI de França, Reina de França pel seu matrimoni amb Lluís XIX
- Maria Cristina de Borbó-Dues Sicílies (1779 - 1849), filla de Ferran I de les Dues Sicílies, Reina de Sardenya pel seu matrimoni amb Carles Fèlix I
- Maria Lluïsa d'Espanya (1782 - 1824), filla de Carles IV d'Espanya, Reina d'Etrúria pel seu matrimoni amb Lluís I d'Etrúria
- Maria Amèlia de Borbó-Dues Sicílies (1782 - 1866), filla de Ferran I de les Dues Sicílies, Reina de França pel seu matrimoni amb Lluís Felip I
- Maria Isabel d'Espanya (1789 - 1848), filla de Carles IV d'Espanya, Reina de les Dues Sicílies pel seu matrimoni amb Francesc I
- Maria Cristina de Borbó-Dues Sicílies (1806 - 1878), filla de Francesc I de les Dues Sicílies, Reina d'Espanya pel seu matrimoni amb Ferran VII
- Lluïsa d'Orleans (1812 - 1850), filla de Lluís Felip I de França, Reina de Bèlgica pel seu matrimoni amb Leopold I
- Teresa de Borbó-Dues Sicílies (1822 - 1889), filla de Francesc I de les Dues Sicílies, Emperadriu de Brasil pel seu matrimoni amb Pere II
- Francesc d'Assís de Borbó (1822 - 1902), fill de Francesc de Paula de Borbó, rei d'Espanya pel seu matrimoni amb Isabel II
- Gastó d'Orleans (1842 - 1922), fill de Lluís d'Orleans, emperador titular del Brasil pel seu matrimoni Isabel del Brasil
- Maria de la Mercè d'Orleans (1860 - 1878), filla d'Antoni d'Orleans, Reina d'Espanya pel seu matrimoni amb Alfons XII
- Amèlia d'Orleans (1865 - 1951), filla de Felip d'Orleans, Reina de Portugal pel seu matrimoni amb Carles I de Portugal.
- Zita de Borbó-Parma (1892 - 1989), filla de Robert I de Parma, Emperadriu d'Àustria i reina d'Hongria pel seu matrimoni amb Carles I
- Fèlix de Borbó-Parma (1893 - 1970), fill de Robert I de Parma, Gran Duc de Luxemburg pel seu matrimoni amb Carlota I